# Derek Parra
Derek Parra (ur. 15 marca 1970 w San Bernardino) – amerykański łyżwiarz szybki, dwukrotny medalista olimpijski i mistrzostw świata.

## Kariera
Ma meksykańskie korzenie. Początkowo specjalizował się we wrotkarstwie, był mistrzem świata w jeździe na rolkach. Treningi  łyżwiarskie rozpoczął w drugiej połowie lat 90. Największe sukcesy osiągnął podczas igrzysk olimpijskich w Salt Lake City w 2002 roku. Zwyciężył tam na dystansie 1500 metrów i był drugi na 5000 m. Na dłuższym dystansie wyprzedził go jedynie Holender Jochem Uytdehaage. W tym samym roku wywalczył brązowy medal na mistrzostwach świata w wieloboju w Heerenveen, ustępując tylko Jochemowi Uytdehaage i Rosjaninowi Dmitrijowi Szepielowi. Na rozgrywanych rok wcześniej mistrzostwach świata na dystansach w Salt Lake City był drugi za Ådne Søndrålem z Norwegii w biegu na 1500 m. Blisko medalu był podczas mistrzostw świata na dystansach w Inzell w 2005 roku, gdzie wspólnie z kolegami z reprezentacji był czwarty w biegu drużynowym. Brał także udział w igrzyskach olimpijskich w Turynie w 2006 roku, indywidualnie plasując się poza czołową dziesiątką, a w drużynie był szósty. Kilkakrotnie stawał na podium zawodów Pucharu Świata, odnosząc przy tym trzy zwycięstwa. W sezonie 2002/2003 był drugi, a w sezonie 2001/2002 zajął trzecie miejsce w klasyfikacji końcowej na 1500 m.
Ustanowił dwa rekordy świata. Po zakończeniu kariery został trenerem. Prowadził między innymi olimpijską kadrę USA.

### Mistrzostwa świata
- Mistrzostwa świata w wieloboju
  - brąz – 2002